# Залесе (Торунський повіт)
Залесе (пол. Zalesie, нім. Zalesie) — село в Польщі, у гміні Хелмжа Торунського повіту Куявсько-Поморського воєводства.
Населення — 211 осіб (2011).
У 1975-1998 роках село належало до Торунського воєводства.

## Демографія
Демографічна структура станом на 31 березня 2011 року:
|          | Загалом | Допрацездатний вік | Працездатний вік | Постпрацездатний вік |
| -------- | ------- | ------------------ | ---------------- | -------------------- |
| Чоловіки | 112     | 32                 | 68               | 12                   |
| Жінки    | 99      | 27                 | 56               | 16                   |
| Разом    | 211     | 59                 | 124              | 28                   |